# Wilhelm Mahlow
Wilhelm Mahlow   (Berlín, 18 de gener de 1914 - Berlín, 9 de febrer de 1999) fou un remer alemany que va competir durant les dècades de 1930 i 1940.
El 1936 va prendre part en els Jocs Olímpics de Berlín, on guanyà la medalla de bronze en la prova del vuit amb timoner del programa de rem. En el seu palmarès també destaca la plata al Campionat d'Europa de rem de 1937 i dos campionats nacionals, sempre com a timoner.